# Cyperus drummondii
Cyperus drummondii är en halvgräsart som beskrevs av John Torrey och William Jackson Hooker. Cyperus drummondii ingår i släktet papyrusar, och familjen halvgräs. Inga underarter finns listade i Catalogue of Life.